# Claudia Gould
Claudia Gould (* 1956) je americká kurátorka umění. Pocházela z rodiny židovského otce a římskokatolické matky. Studovala historii umění na Boston College a následně muzeologii na New York University. V letech 1994 až 1999 byla výkonnou ředitelkou neziskové umělecké galerie Artists Space v New Yorku. Rovněž působila v Wexner Center for the Arts ve městě Columbus. Od roku 1999 působila na institutu současného umění na Pensylvánské univerzitě ve Filadelfii a v roce 2011 byla jmenována hlavní uměleckou vedoucí Židovského muzea na Manhattanu. Rovněž se roku 1994 s různými hudebníky podílela na projektu The Music Box Project. Koncem devadesátých let žila s velšským hudebníkem a hudebním skladatelem Johnem Calem.

## Dílo
- 5000 Artists Return to Artists Space (1998)
- Jesus in America (2009)